# Eddie Hughes
Eddie Hughes (Greenville, Misisipi, 26 de mayo de 1960) es un exjugador de baloncesto estadounidense que disputó tres temporadas en la NBA, desarrollando el resto de su carrera en la CBA. Con 1,78 metros de estatura, juega en la posición de base.

## Trayectoria deportiva

### Universidad
Jugó durante cuatro temporadas con los Rams de la Universidad Estatal de Colorado, en las que promedió 12,8 puntos y 3,3 rebotes por partido. En 1979 fue incluido en el mejor quinteto de la Western Athletic Conference, y en el segundo al año siguiente.

### Profesional
Fue elegido en el puesto 140 del Draft de la NBA de 1982 por San Diego Clippers, pero no llegó a jugar en el equipo, pasando seis temporadas en la CBA hasta que en 1988, tras varios intentos en años anteriores, fichó como agente libre por los Utah Jazz, con los que jugó 11 partidos en los que promedió 1,5 puntos.
Tras ser despedido por los Jazz, fichó por los Denver Nuggets, alternando su participación durante dos temporadas con los La Crosse Catbirds de la CBA. Su mejor temporada con los Nuggets fue la 89-90, en la que disputó 60 partidos en los que promedió 3,5 puntos y 1,9 asistencias. Acabó su carrera de nuevo en la CBA.

## Estadísticas de su carrera en la NBA

### Temporada regular
| Temporada | Edad | Equipo         | Liga | P  | TIT | MIN  | TC  | TCA | %TC  | 3P  | 3PA | %3P  | TL  | TLA | %TL   | R.OF. | R.DEF. | REB | ASIS | ROB | TAP | PER | FP  | PTS |
| 1987-88   | 27   | Utah Jazz      | NBA  | 11 | 0   | 3.8  | 0.5 | 1.2 | .385 | 0.1 | 0.5 | .167 | 0.5 | 0.5 | 1.000 | 0.3   | 0.1    | 0.4 | 0.7  | 0.0 | 0.0 | 0.5 | 0.5 | 1.5 |
| 1988-89   | 28   | Denver Nuggets | NBA  | 26 | 1   | 8.6  | 1.1 | 2.5 | .438 | 0.3 | 0.8 | .318 | 0.3 | 0.5 | .583  | 0.2   | 0.5    | 0.7 | 1.3  | 0.7 | 0.1 | 0.4 | 1.2 | 2.7 |
| 1989-90   | 29   | Denver Nuggets | NBA  | 60 | 7   | 14.9 | 1.4 | 3.4 | .411 | 0.3 | 0.8 | .408 | 0.4 | 0.6 | .676  | 0.3   | 0.9    | 1.2 | 1.9  | 0.8 | 0.0 | 0.7 | 1.5 | 3.5 |
| Total     |      |                | NBA  | 97 | 8   | 11.9 | 1.2 | 2.9 | .416 | 0.3 | 0.8 | .364 | 0.4 | 0.5 | .692  | 0.2   | 0.7    | 1.0 | 1.6  | 0.7 | 0.0 | 0.6 | 1.3 | 3.1 |

### Playoffs
| Temporada | Edad | Equipo    | Liga | P | TIT | MIN | TC  | TCA | %TC  | 3P  | 3PA | %3P  | TL  | TLA | %TL | R.OF. | R.DEF. | REB | ASIS | ROB | TAP | PER | FP  | PTS |
| 1987-88   | 27   | Utah Jazz | NBA  | 7 | 0   | 2.3 | 0.3 | 1.0 | .286 | 0.1 | 0.4 | .333 | 0.0 | 0.0 |     | 0.0   | 0.0    | 0.0 | 0.1  | 0.1 | 0.0 | 0.1 | 0.1 | 0.7 |
| Total     |      |           | NBA  | 7 | 0   | 2.3 | 0.3 | 1.0 | .286 | 0.1 | 0.4 | .333 | 0.0 | 0.0 |     | 0.0   | 0.0    | 0.0 | 0.1  | 0.1 | 0.0 | 0.1 | 0.1 | 0.7 |